# Ognon (Oise)
Pour les articles homonymes, voir Ognon (homonymie).
Ognon est une ancienne commune française située dans le département de l'Oise en région Hauts-de-France.
Elle a fusionné avec Villers-Saint-Frambourg pour former, le 1er janvier 2019, la commune nouvelle de Villers-Saint-Frambourg-Ognon dont elle est désormais une commune déléguée.

## Géographie

### Localisation

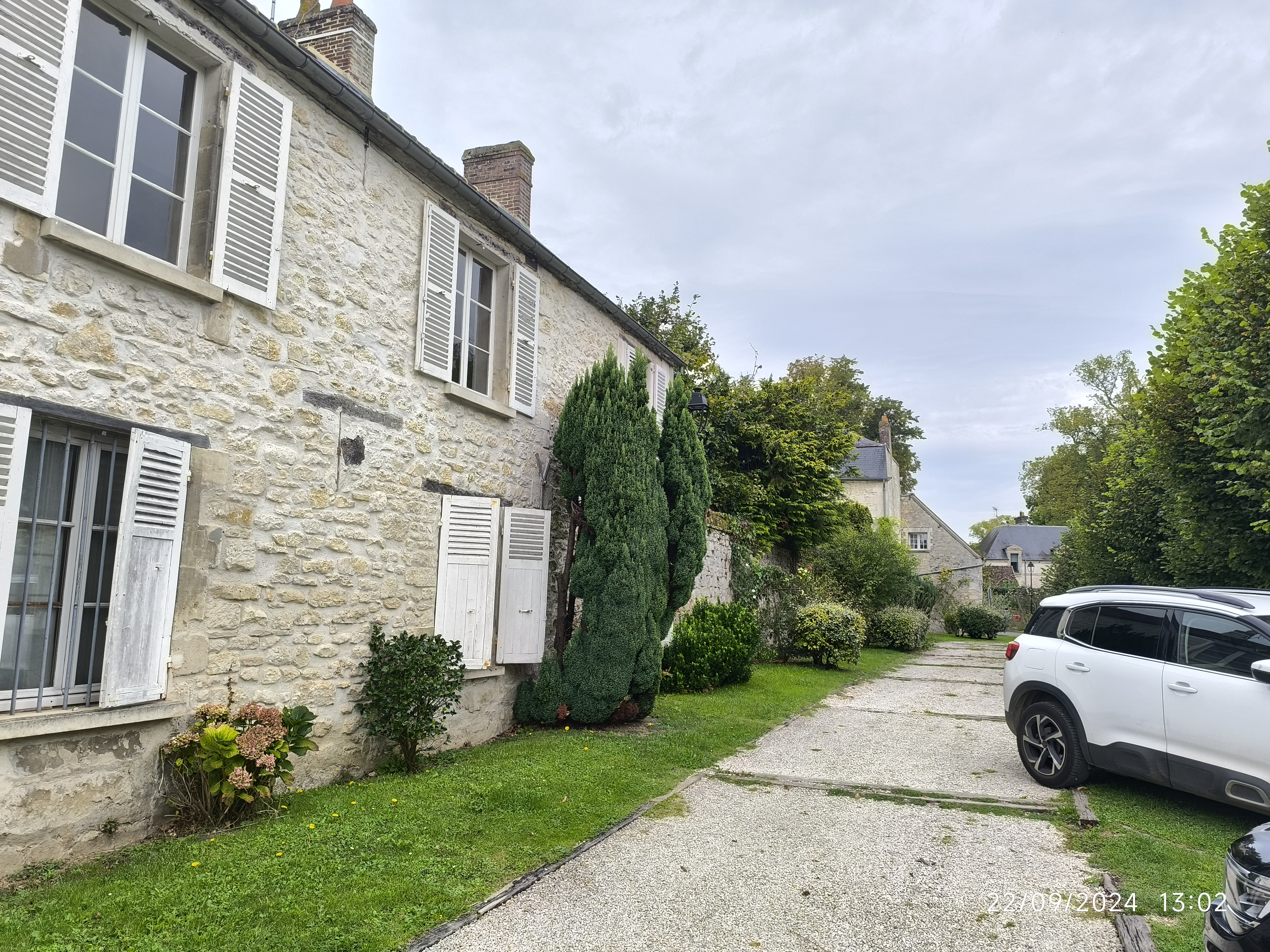
Maisons, place de l'église.

Ognon est situé entre la lisière est de la Forêt d'Halatte et la limite ouest de la plaine agricole du Valois, sur l'ancienne route nationale 32, l'actuelle D 932a, entre Senlis et Compiègne. 
Les deux chefs-lieux d'arrondissement sont éloignés de 6 km et 26 km respectivement, par la RD 932a. Le bourg de Verberie, sur l'Oise, est à 12 km.
Louis Graves décrivait en 1841 Ognon de la manière suivante : « Petit territoire coupé de ravins qui descendent jusqu'à la vallée de l'Onette. La contrée de l'ouest est occupée par la forêt de Halatte. Le reste est découvert. »
Le chef-lieu, assez bien bâti, est formé de deux rues croisant à angle droit. On y voit un château moderne, précédé d'une large avenue ».

### Communes limitrophes
Avant la fusion de 2019, Ognon était limitrophe de : 
|  | Villers-Saint-Frambourg | Brasseuse |
|  | Ognon                   |           |
|  | Chamant                 | Barbery   |

### Géologie et relief
La superficie de l'ancienne commune est de 4,82 km2 ; son altitude varie de 63  à   106 mètres. 
Le relief est relativement plat, avec une altitude variant autour de 80–90 m au-dessus du niveau de la mer pour le village et la partie sud de la commune. Plus vers le sud, la vallée de l'Aunette marque une dépression, et le point le plus bas d'Ognon, à 63 m, se situe à l'endroit où le ruisseau quitte le territoire communal. En revanche, l'altitude augmente légèrement à son extrémité nord, où elle atteint 106 m sur la RD 26e à mi-chemin entre Villers-Saint-Frambourg et Brasseuse. Au sud, une ancienne carrière reconquise par la nature au lieu-dit le Coqueret marque le paysage ; l'accès est interdit au public.

### Hydrographie

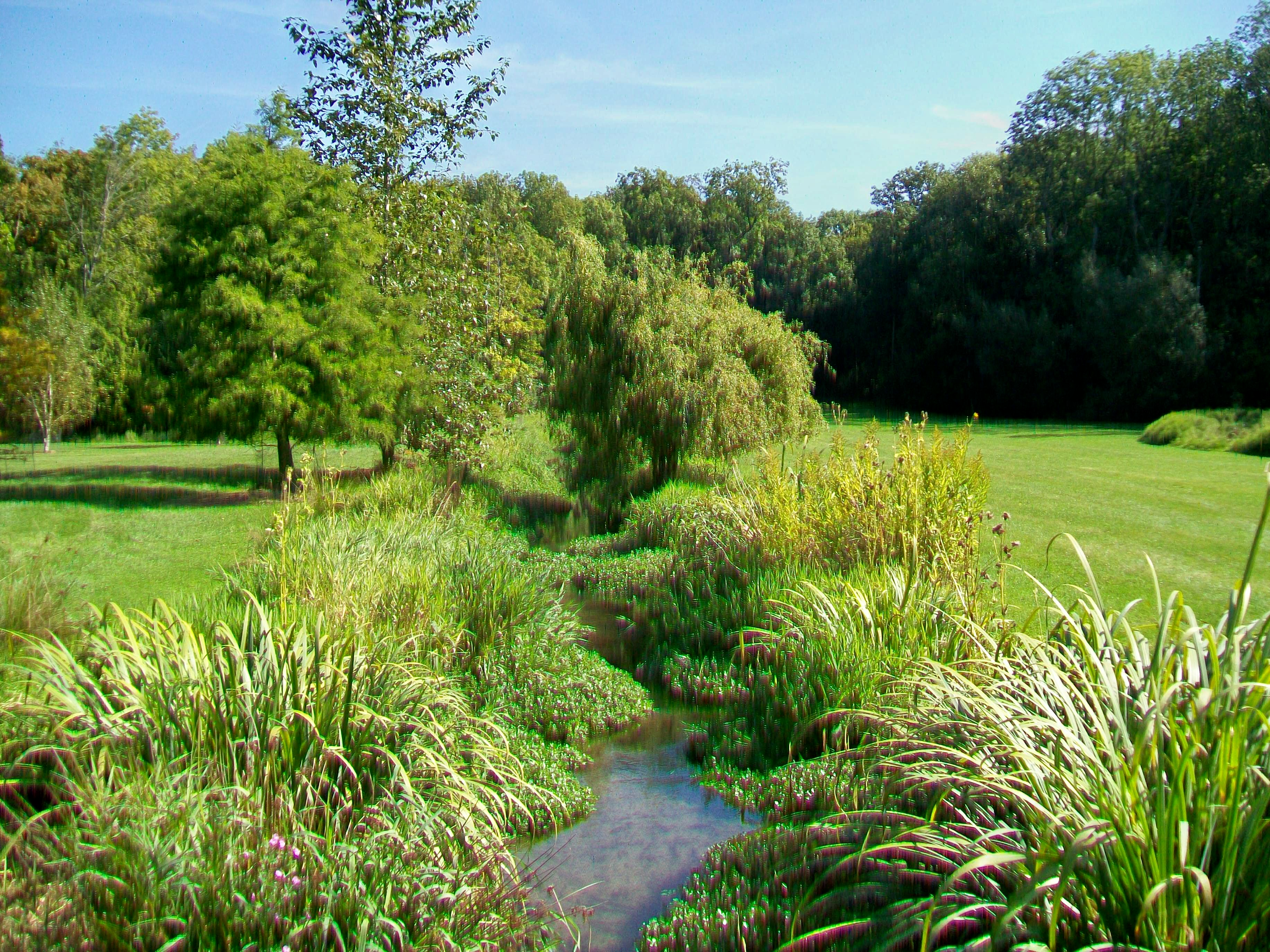
L'Aunette dans le parc du Domaine d'Ognon.

La commune est drainée par un ruisseau qui alimente les pièces d'eau du Domaine d'Ognon et constitue en aval l'Aunette, un affluent de la Nonette en rive droite et donc un sous-affluent de la Seine par l'Oise.

### Paysages
Bien qu'associé généralement à la forêt d'Halatte, seulement deux parcelles de cette forêt domaniale se situent sur le territoire d'Ognon. Bien entendu, la commune est toutefois riche en forêts, avec sa forêt communale attenante à la forêt d'Halatte, le bois Saint-Jean et le parc du château, qui est couvert par des bois dans sa partie sud. Ainsi, le village est entouré de bois de tous côtés, ce qui donne l'impression qu'il se situe sur une clairière. 

### Milieux naturels et biodiversité
Ognon entre dans le périmètre du parc naturel régional Oise-Pays de France pour la totalité de son territoire. La zone naturelle d'intérêt écologique, faunistique et floristique (ZNIEFF) type 1 n° national 220005064 « Massif forestier d'Halatte » couvre à Ognon la forêt d'Halatte, le bois communal et le bois Saint-Jean, entre le village et la D 932a. Sur la commune, la zone protégée au titre de la ZNIEFF correspond au site naturel classé de la forêt d'Halatte et de ses glacis agricoles (classement par décret du 5 août 1993), à l'exception des deux petits bois privés mentionnés ci-dessus. En outre, l'ensemble de la commune d'Ognon fait partie du site naturel inscrit de la vallée de la Nonette (inscription par décret du 6 février 1970). 
Ce site inscrit a préfiguré le parc naturel régional, son découpage étant à peu près identique à la partie du parc située dans l'Oise. Finalement, Ognon compte deux sites inscrits d'origine plus ancienne, faisant double emploi avec le site inscrit de la vallée de la Nonette. Le premier est le parc du château, attribué à André Le Nôtre, d'une envergure de 75 ha environ (inscription par arrêté du 3 novembre 1943). Le second est l'église et la place de l'Église, d'une envergure de 37 ares (inscription par arrêté du 7 août 1944). - La liaison pédestre entre le village et la forêt d'Halatte est assurée par le chemin des Meuniers, qui quitte le village au nord-ouest, près des communs du château, et traverse ensuite le bois Saint-Jean.

## Urbanisme

### Lieux-dits, hameaux et écarts
Le village comprend le hameau de La-Roue-Qui-Tourne, établi dans le prolongement sud du village de Villers-Saint-Frambourg, sur la D 932a. 

### Transports et déplacements
La RD 120e relie Ognon à la RD 324, axe ouest-est entre Senlis et Crépy-en-Valois, ainsi qu'à la RD 1017 près de Pont-Sainte-Maxence. Les autres routes ne sont que d'intérêt local : la D 26 pour la commune voisine de Brasseuse, et la voie communale no 1 (route de Senlis) pour la D 932a. - L'autoroute A1 passe à moins d'un kilomètre au sud-est du centre du village, près du parc du château ; la sortie la plus proche est celle de Senlis, à une distance routière de 5,5 km. 
La capitale est à une distance autoroutière de 50 km. Ognon ne dispose pas d'une gare. Les transports en commun se réduisent aux transports scolaires ainsi qu'à des cars pour le marché de Senlis, le mardi et vendredi (aller-retour dans la matinée).

## Toponymie

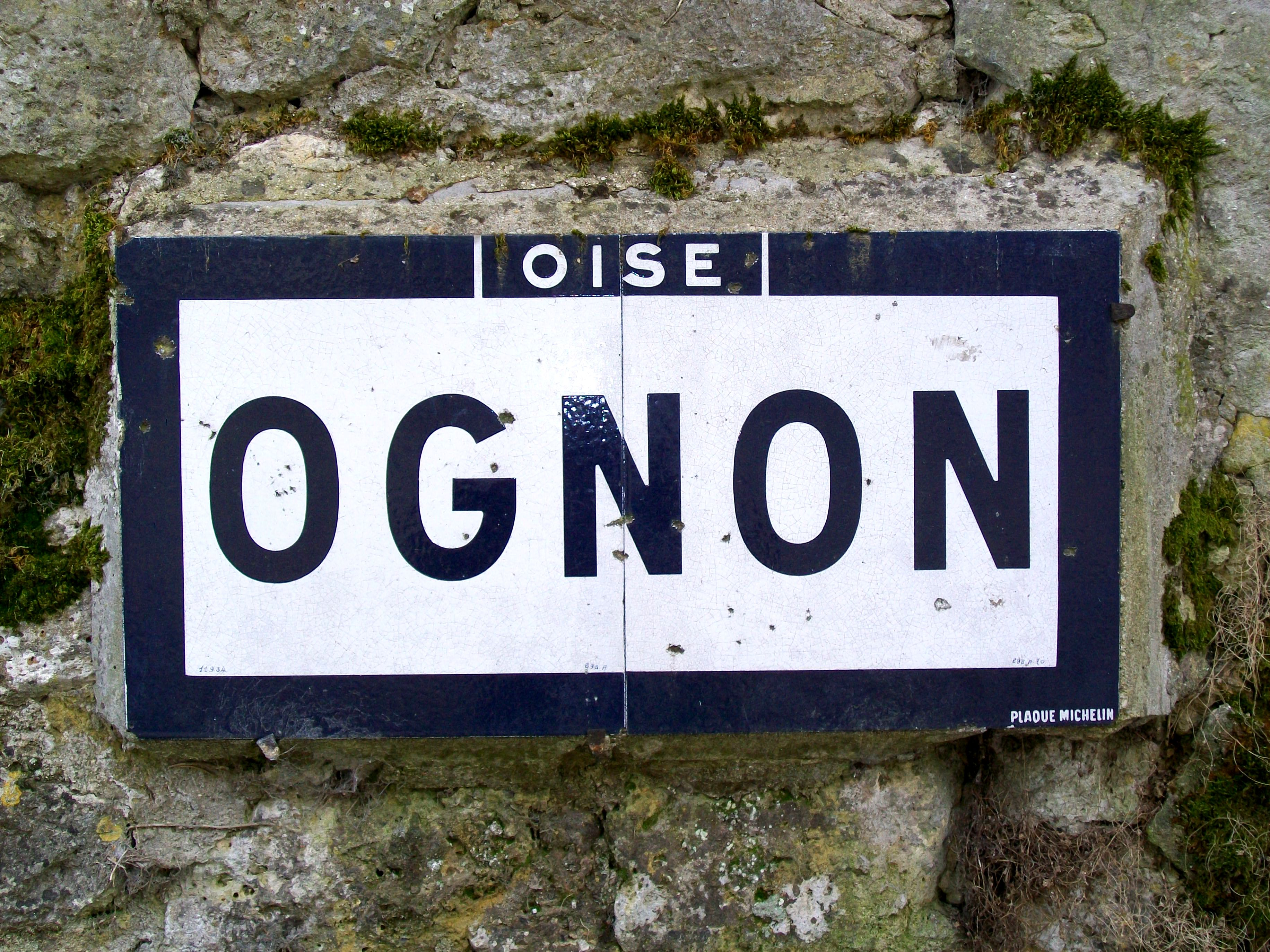

Le nom de la localité est attesté sous les formes Oignon (1207) ; iuxta villam de oignon (1214) ; in territorio de oignon et de vilers (1217) ; Regnardus de ongnon (vers 1223) ; Onogne (1260) ; Ognone (1270) ; Oingnon (1332) ; de onnon (XIIIe) ; Ongnon (1350) ; Oygnon (vers 1380) ; Ongnion (1450) ; Onion (1470) ; Oignon les Senlis (1475) ; Ognon (1667).

L'eau de la source alimentant le lavoir donne naissance à un petit ruisseau, qui se jette dans un creux topographique de la vallée de la Launette qui marque une dépression, le point le plus bas d'Ognon, à 63 m, se situe à l'endroit où le ruisseau quitte le territoire communal.

## Histoire

### Ancien Régime
Louis Graves relate : « La terre d'Ognon avait le titre de baronnie ;. elle entra au quinzième siècle dans la maison de la Fontaine, qui fournit des gouverneurs aux châteaux de Crépy et de Pont-Sainte-Maxence, par le mariage en 1479 de Pierre de la Fontaine, seigneur de Berthinval, avec Jeanne de Bauldry, dame d'Ognon, Malgeneste, Villers-Saint-Frambourg et Villiers-le-Bel
Artus de la Fontaine, baron d'Ognon deuxième successeur de Pierre dans le gouvernement de Crépy, devint grand-maître des cérémonies sous les règnes d'Henri II, François Ier, Charles IX et Henri III ; il fut ambassadeur à Constantinople et à Vienne, et obtint la charge de lieutenant général l'Isle-de-France.
François de la Fontaine, son héritier, gouverneur de Pont-Sainte-Maxence, s'étant-rendu caution des dettes .de la reine Marie de Médicis lorsqu'elle sortit du royaume, fut obligé de yendre les terres d'Ognon, de la Fontaine et de Berthinval pour satisfaire à son engagement. Il mourut en 1632.
Maximilien Titon, secrétaire du roi, devint seigneur d'Ognon ; c'est le père de l'historien Titon du Tillet».

### Époque contemporaine
La commune, constituée lors de la Révolution française, a été fugacement intégrée, de 1825 à 1832, à celle de Villers-Saint-Frambourg.
En 1842, la commune était propriétaire de l'école et du puits. On y trouvait un  moulin à eau, et la population vivait essentiellement de l'agriculture.

Ognon au tout début du XXe siècle
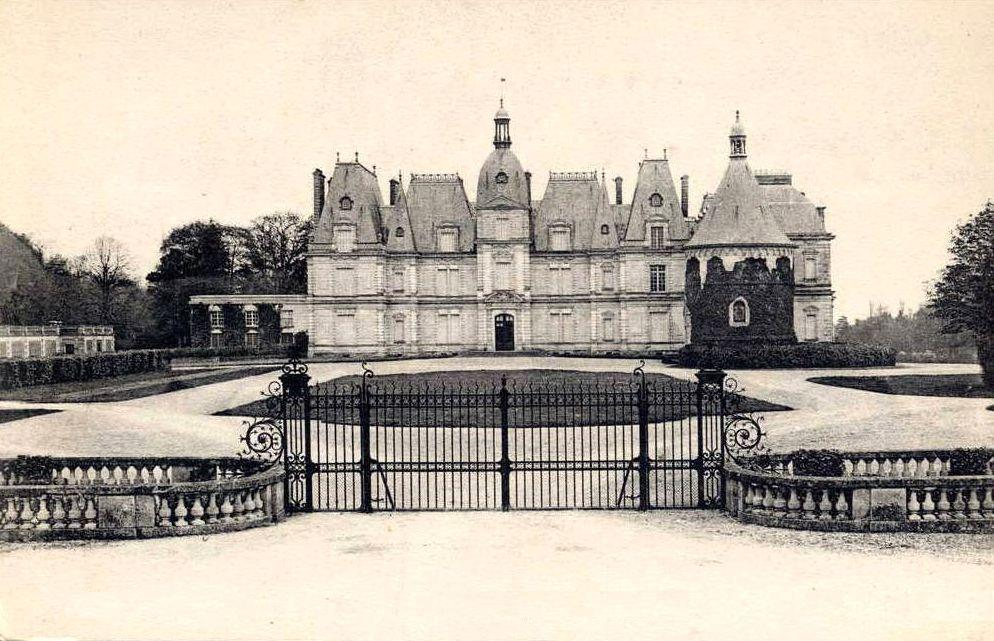
Château d'Ognon, façade sur la cour d'honneur...
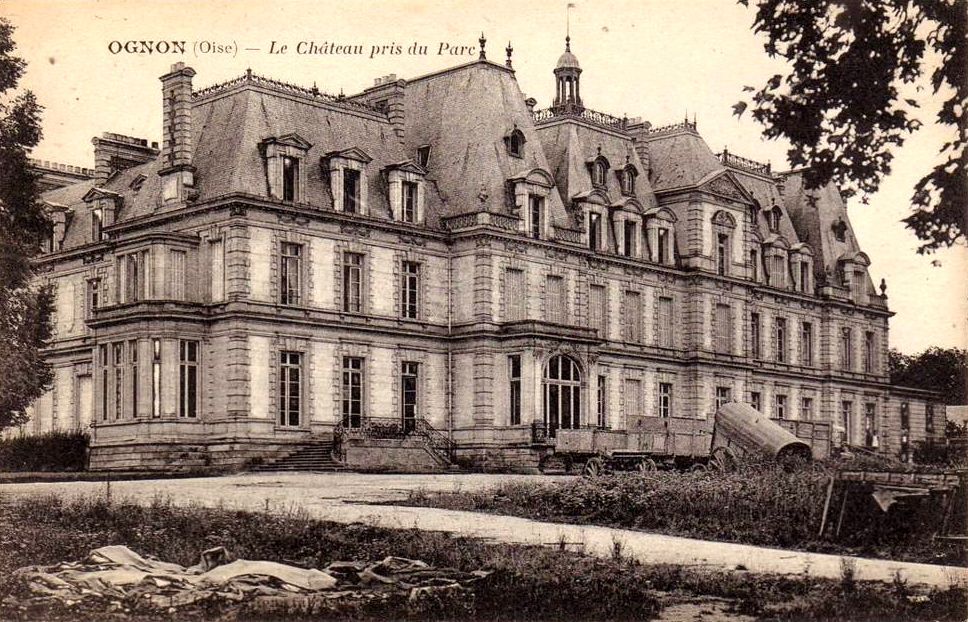
et sur le parc.
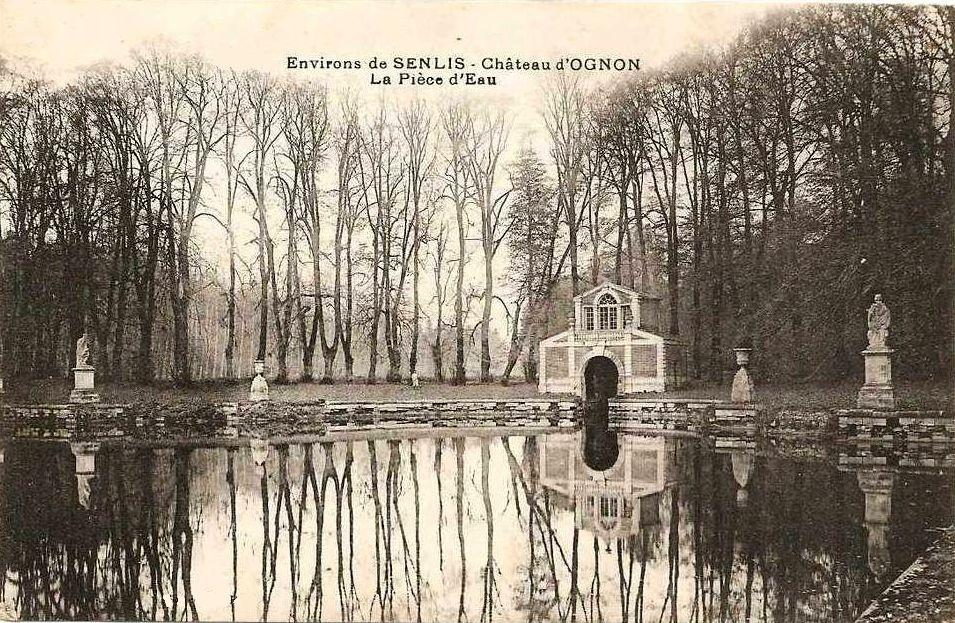
Le miroir d'eau du parc et l’embarcadère.
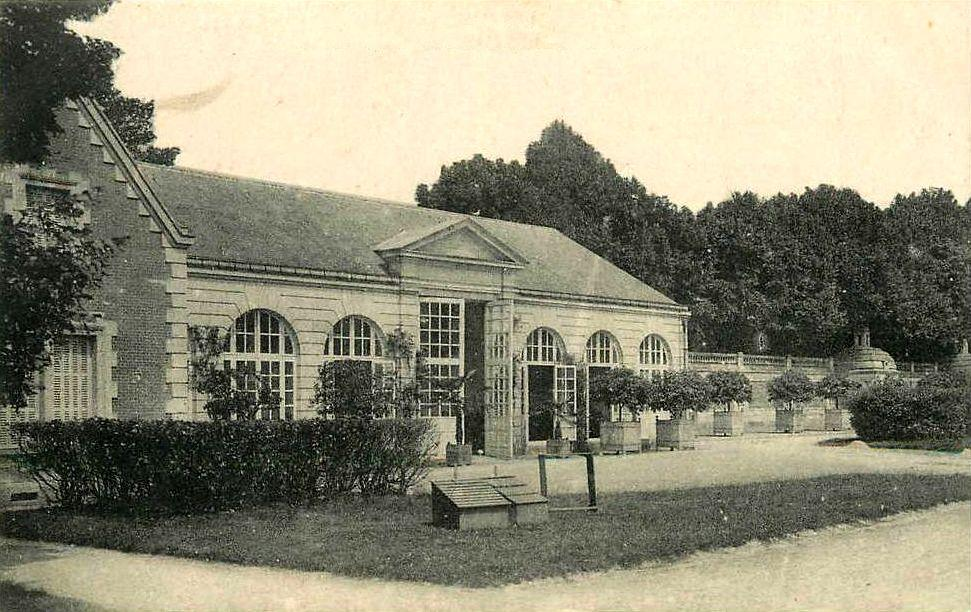
L'orangerie du château.

La commune a fusionné à nouveau avec Villers-Saint-Frambourg pour former le 1er janvier 2019 la commune nouvelle de Villers-Saint-Frambourg-Ognon,.

## Politique et administration

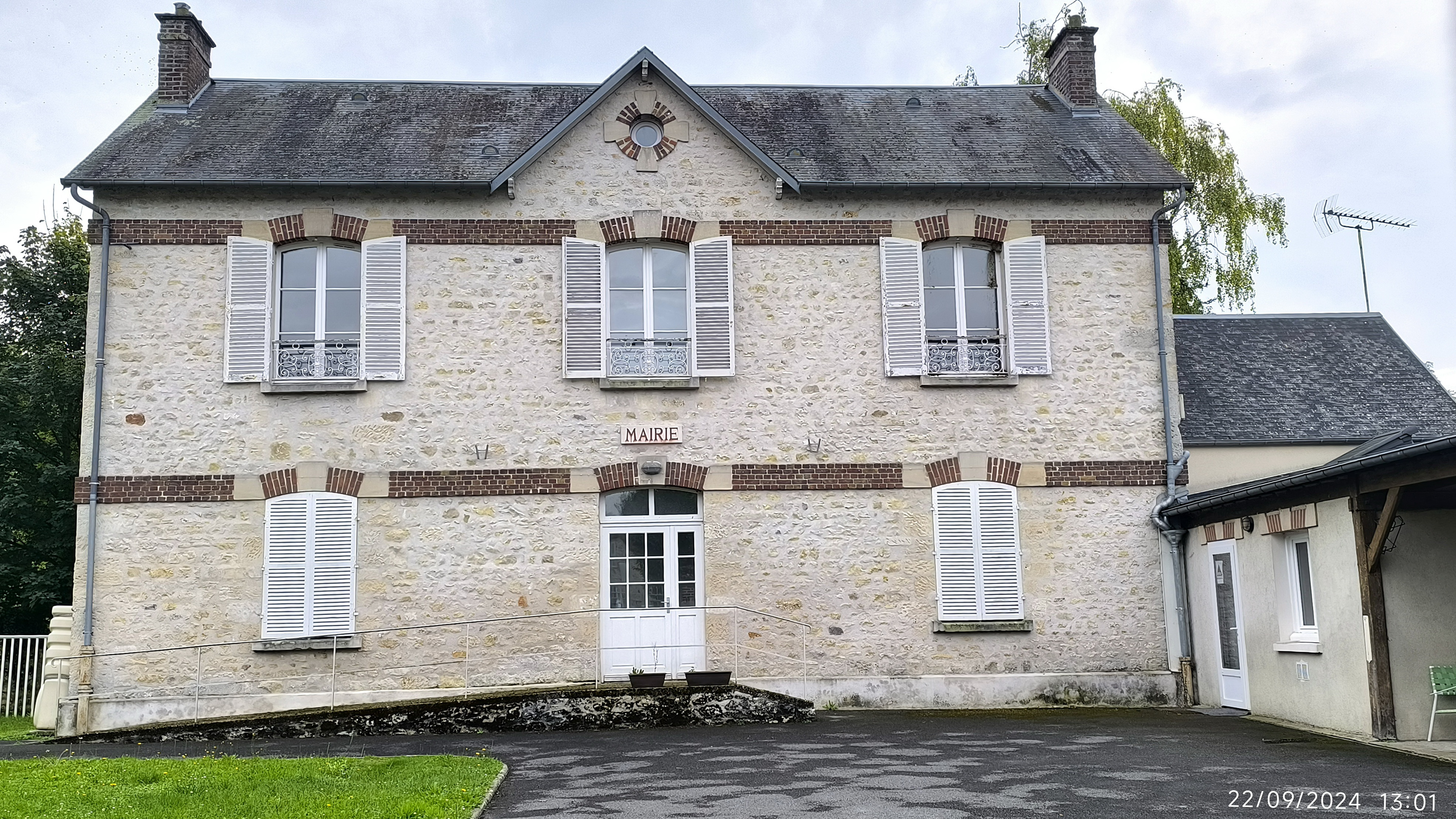
La mairie déléguée.

### Rattachements administratifs et électoraux
Ognon se trouve dans l'arrondissement de Senlis du département du Oise. 
Elle faisait partie depuis 1801 du canton de Senlis. Dans le cadre du redécoupage cantonal de 2014 en France, elle a été  intégrée au canton de Pont-Sainte-Maxence.

### Intercommunalité
Jusqu'au début de l'année 2009, la commune appartenait à la communauté de communes du Pays de Senlis qui regroupait 19 collectivités.
À la suite de désaccords profonds entre élus des communes membres, le préfet a décidé de dissoudre l'intercommunalité le 30 avril 2009.
Il autorise la création :
- de la Communauté de communes des Trois Forêts (CC3F) avec les 5 communes de Senlis, Aumont-en-Halatte, Courteuil, Chamant et Fleurines.
- de la communauté de communes Cœur Sud Oise (CCCSO), regroupant treize communes et dont le siège était à Ognon, l'une des plus petites de l'intercommunalité[17].

Dans le cadre des dispositions de la loi portant nouvelle organisation territoriale de la République (Loi NOTRe) du 7 août 2015, qui prévoit que les établissements publics de coopération intercommunale (EPCI) à fiscalité propre doivent avoir un minimum de 15 000 habitants,, le schéma départemental de coopération intercommunale approuvé par le préfet de l'Oise le 24 mars 2016 prévoit notamment la fusion de la communauté de communes des Trois Forêts et de la communauté de communes Cœur Sud Oise.
Après consultation des conseils municipaux et communautaires concernés, la nouvelle intercommunalité, recréant de fait l'ancienne communauté de communes du Pays de Senlis (sans Orry-la-Ville), dont la scission en 2010 avait créée ces deux intercommunalités, est constituée au 1er janvier 2017 par un arrêté préfectoral du 14 novembre 2016  sous le nom de communauté de communes Senlis Sud Oise, où Ognon a été rattachée avant la fusion de 2019.

### Liste des maires
| Période                                  | Période       | Identité   | Étiquette | Qualité              |
| ---------------------------------------- | ------------- | ---------- | --------- | -------------------- |
| Les données manquantes sont à compléter. |               |            |           |                      |
| 1983                                     | décembre 2018 | Yves Menez | SE        | Agriculteur retraité |

| Période      | Période  | Identité   | Étiquette | Qualité              |
| ------------ | -------- | ---------- | --------- | -------------------- |
| janvier 2019 | mai 2020 | Yves Menez |           | Agriculteur retraité |

## Démographie
Évolution démographique
L'évolution du nombre d'habitants est connue à travers les recensements de la population effectués dans la commune depuis 1793. Pour les communes de moins de 10 000 habitants, une enquête de recensement portant sur toute la population est réalisée tous les cinq ans, les populations de référence des années intermédiaires étant quant à elles estimées par interpolation ou extrapolation. Pour la commune, le premier recensement exhaustif entrant dans le cadre du nouveau dispositif a été réalisé en 2006.

En 2016, la commune comptait 160 habitants, en évolution de +10,34 % par rapport à 2010 (Oise : +0,87 %, France hors Mayotte : +2,11 %).
| 1793 | 1800 | 1806 | 1821 | 1836 | 1841 | 1846 | 1851 | 1856 |
| ---- | ---- | ---- | ---- | ---- | ---- | ---- | ---- | ---- |
| 84   | 99   | 99   | 94   | 125  | 112  | 129  | 124  | 106  |

| 1861 | 1866 | 1872 | 1876 | 1881 | 1886 | 1891 | 1896 | 1901 |
| ---- | ---- | ---- | ---- | ---- | ---- | ---- | ---- | ---- |
| 125  | 120  | 128  | 111  | 138  | 124  | 120  | 141  | 162  |

| 1906 | 1911 | 1921 | 1926 | 1931 | 1936 | 1946 | 1954 | 1962 |
| ---- | ---- | ---- | ---- | ---- | ---- | ---- | ---- | ---- |
| 126  | 122  | 148  | 152  | 153  | 131  | 132  | 106  | 119  |

| 1968 | 1975 | 1982 | 1990 | 1999 | 2006 | 2011 | 2016 | - |
| ---- | ---- | ---- | ---- | ---- | ---- | ---- | ---- | - |
| 104  | 103  | 125  | 162  | 133  | 125  | 145  | 160  | - |

Pyramide des âges en 2007
La population de la commune est relativement jeune. Le taux de personnes d'un âge supérieur à 60 ans (14,4 %) est en effet inférieur au taux national (21,6 %) et au taux départemental (17,5 %).
À l'instar des répartitions nationale et départementale, la population féminine de la commune est supérieure à la population masculine. Le taux (51,2 %) est du même ordre de grandeur que le taux national (51,6 %).
La répartition de la population de la commune par tranches d'âge est, en 2007, la suivante :
- 48,8 % d’hommes (0 à 14 ans = 13,1 %, 15 à 29 ans = 26,2 %, 30 à 44 ans = 14,8 %, 45 à 59 ans = 29,5 %, plus de 60 ans = 16,4 %) ;
- 51,2 % de femmes (0 à 14 ans = 23,4 %, 15 à 29 ans = 17,2 %, 30 à 44 ans = 21,9 %, 45 à 59 ans = 25 %, plus de 60 ans = 12,6 %).

| Hommes | Classe d’âge | Femmes |
| ------ | ------------ | ------ |
| 0,0    | 90 ans ou +  | 1,6    |
| 1,6    | 75 à 89 ans  | 1,6    |
| 14,8   | 60 à 74 ans  | 9,4    |
| 29,5   | 45 à 59 ans  | 25,0   |
| 14,8   | 30 à 44 ans  | 21,9   |
| 26,2   | 15 à 29 ans  | 17,2   |
| 13,1   | 0 à 14 ans   | 23,4   |

| Hommes | Classe d’âge | Femmes |
| ------ | ------------ | ------ |
| 0,2    | 90 ans ou +  | 0,8    |
| 4,5    | 75 à 89 ans  | 7,1    |
| 11,0   | 60 à 74 ans  | 11,5   |
| 21,1   | 45 à 59 ans  | 20,7   |
| 22,0   | 30 à 44 ans  | 21,6   |
| 20,0   | 15 à 29 ans  | 18,5   |
| 21,3   | 0 à 14 ans   | 19,9   |

## Culture locale et patrimoine

### Lieux et monuments
Ognon compte trois monuments historiques sur son territoire :
- Parc du château d'Ognon  Inscrit MH (1990, partiellement)[29],[30] avec ses bassins, fabriques de jardin, embarcadère, terrasse, enclos, escaliers, statues ... .
 Sur une superficie de 50 ha, entouré d'une haute mur d'enceinte, s'étend ce qui fut l'un des majeurs jardins à la française du XVIIIe siècle. Le parc se compose notamment de la longue allée du Mail, du grand escalier avec ses deux gloriettes, de forêts et pelouses, d'un miroir d'eau avec embarcadère, de la salle de verdure et d'un grand étang. De nombreuses statues sont disposées dans le parc, dont « les Quatre Parties du monde », « les Quatre Vertus » et « les Quatre Saisons ». 
Plusieurs fabriques subsistent également, dont l'embarcadère et les sept colonnes symbolisant la ruine d'un temple antique[31]. 
Le parc ne se visite que lors des Journées européennes du patrimoine et n'est pas visible depuis le domaine public

Bien qu'inscrit au titre des sites, le château d'Ognon a été démoli en 1957 en raison des lourds dégâts subis lors de son occupation par des troupes et des réfugiés pendant la Seconde Guerre mondiale. Ce château, au moins le deuxième sur le site, ne datait que de 1881/1883 et était de style néo-Renaissance ; seule la grosse tour était ancienne. La grille d'entrée sur la rue de la Forêt, les communs sur la route de Brasseuse et surtout le parc aménagé en plusieurs étapes entre 1600 environ et 1753 subsistent toujours. L'attribution de sa conception à André Le Nôtre ne relève que d'une hypothèse.

Le parc du domaine d'Ognon
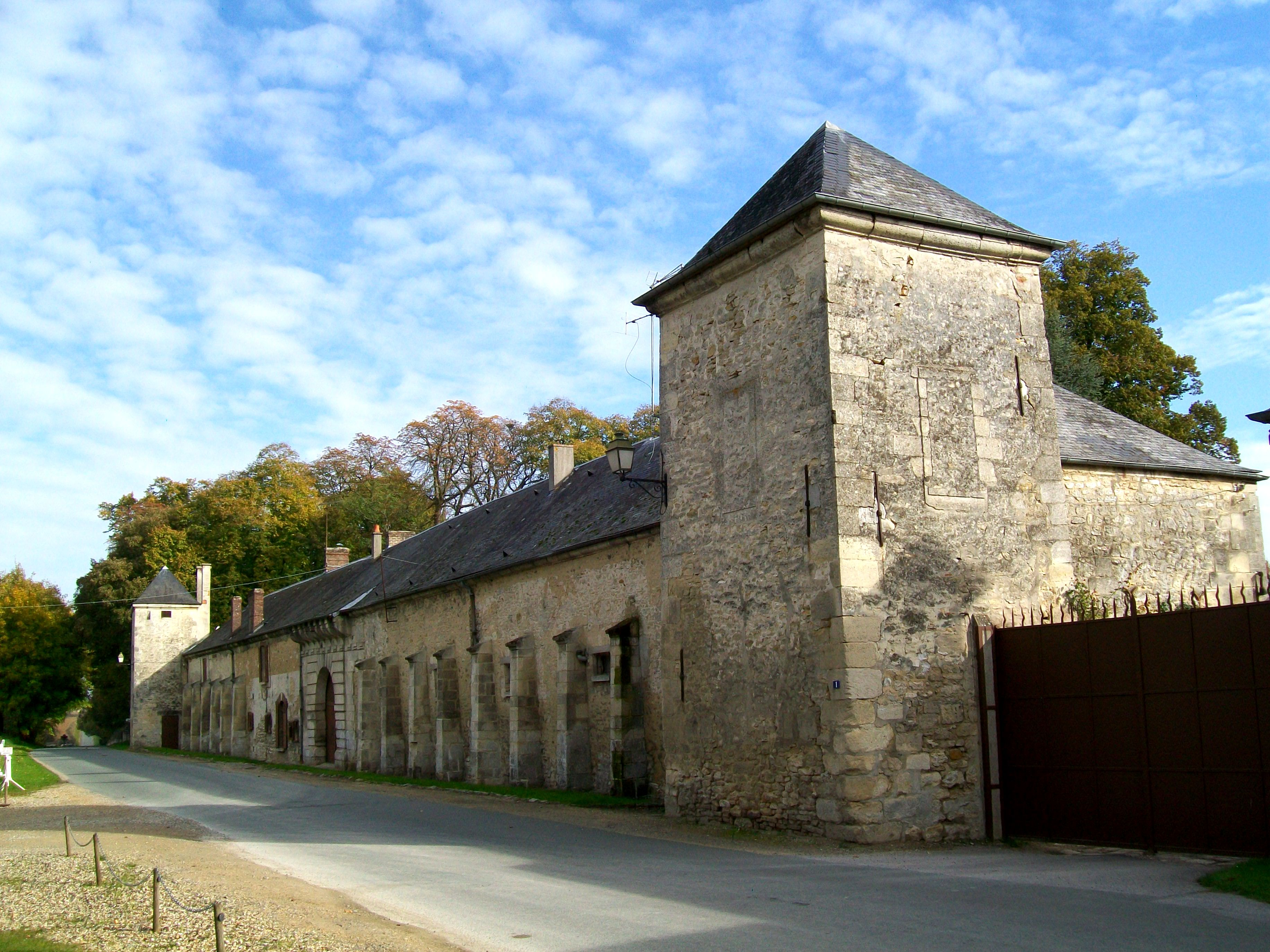
Vue d'ensemble des communs de l'ancien château.
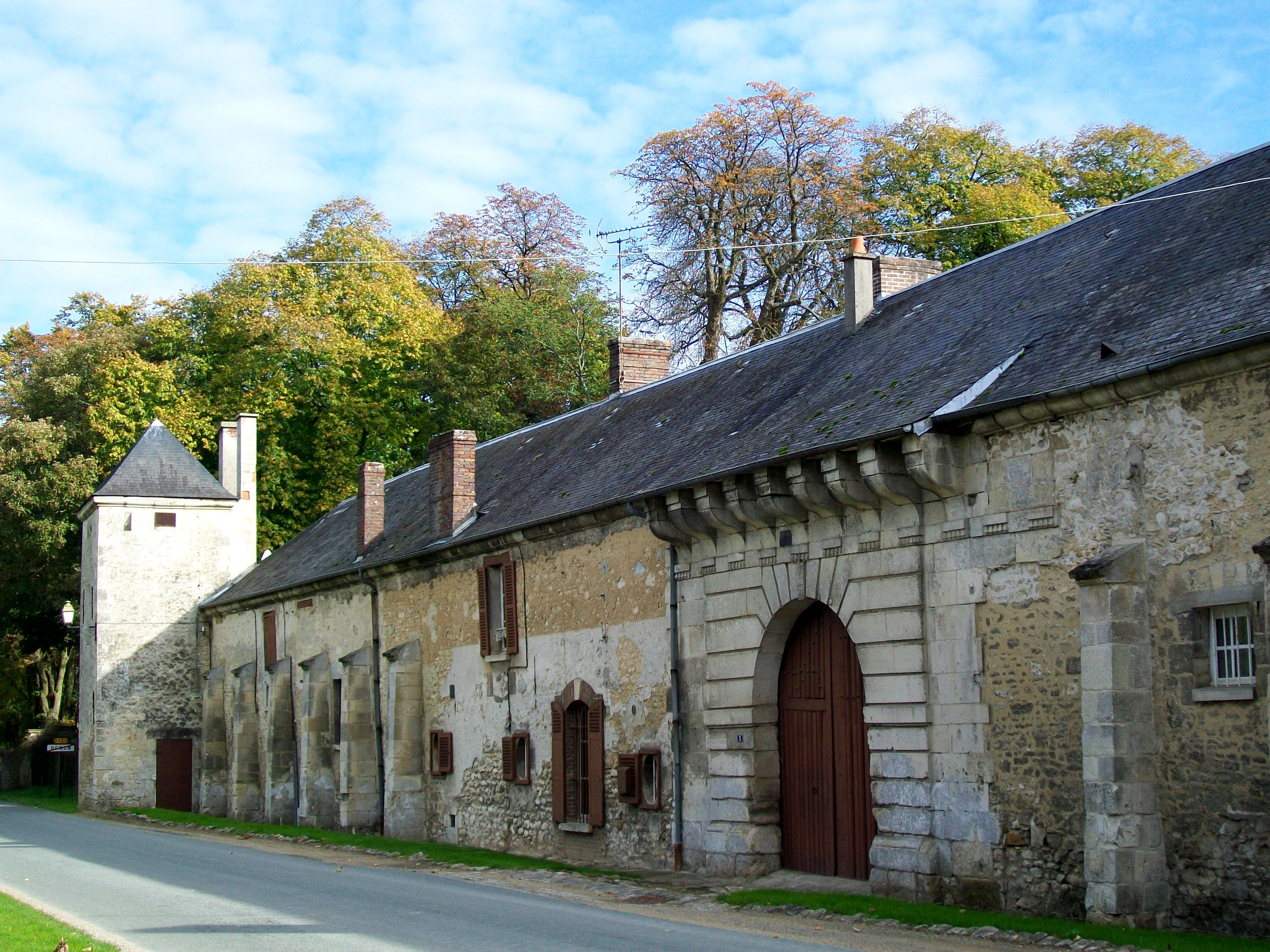
Vue rapprochée, avec le portail donnant accès au domaine.
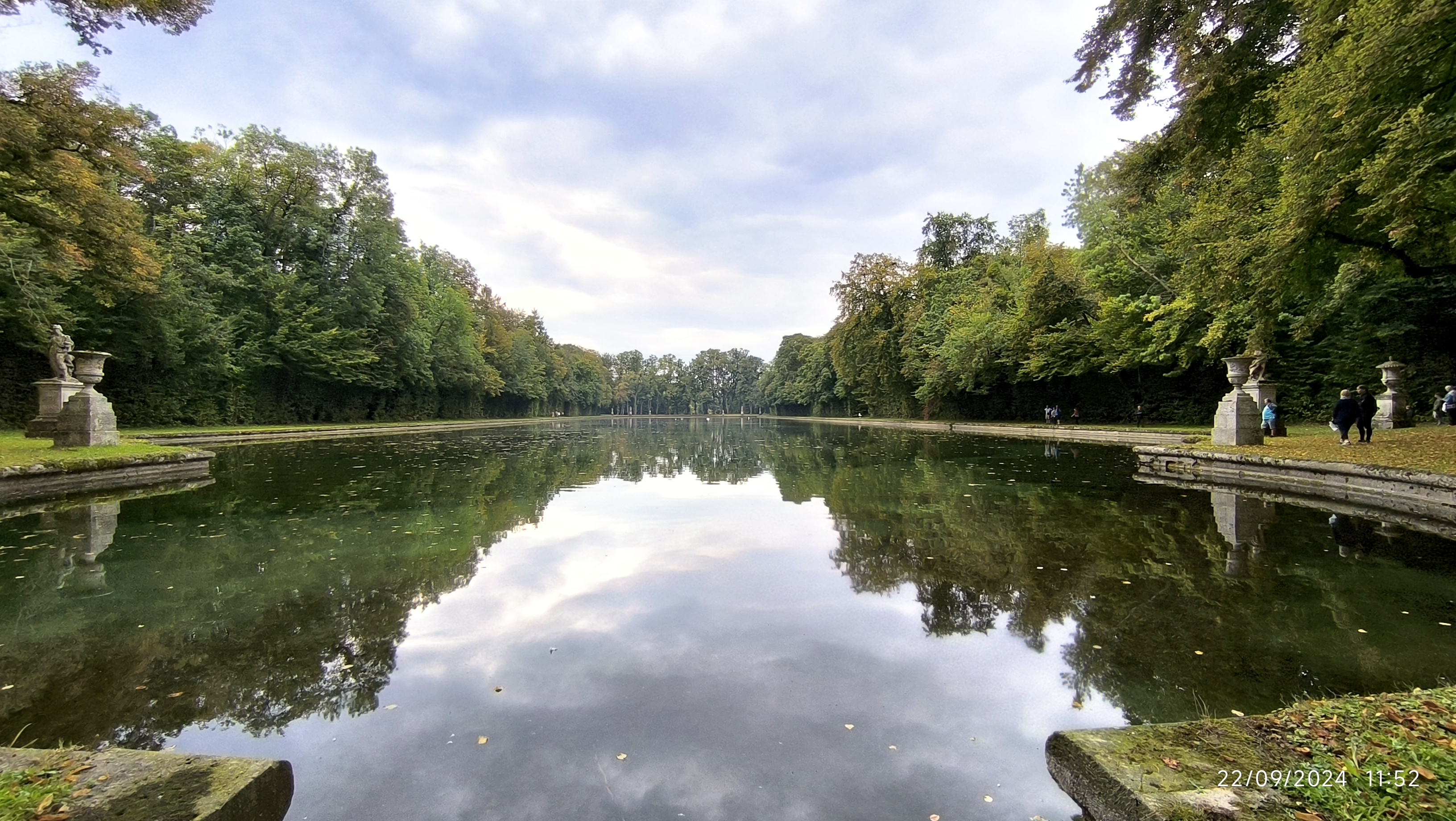
Le miroir d'eau...
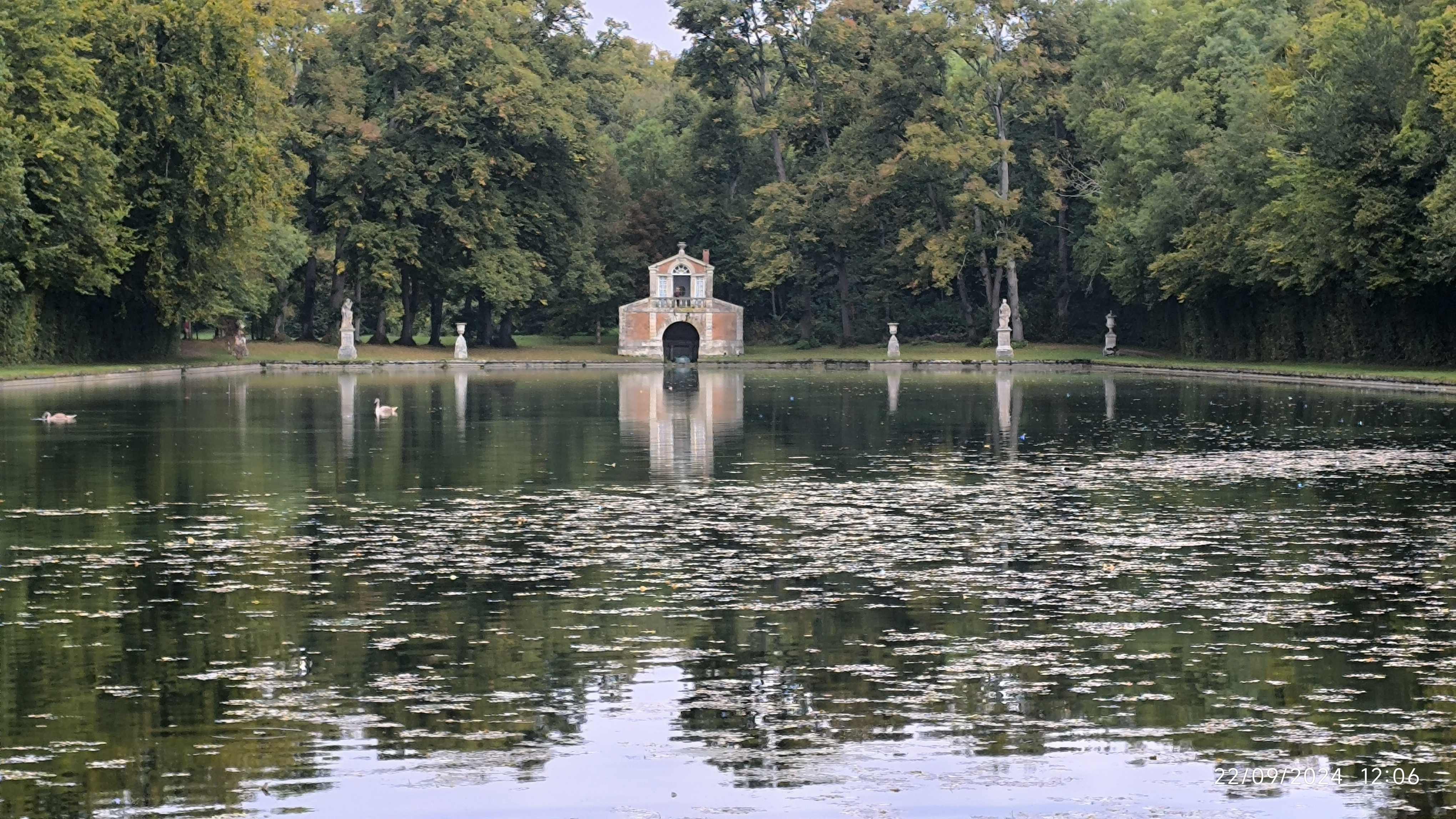
... et son embarcadère.
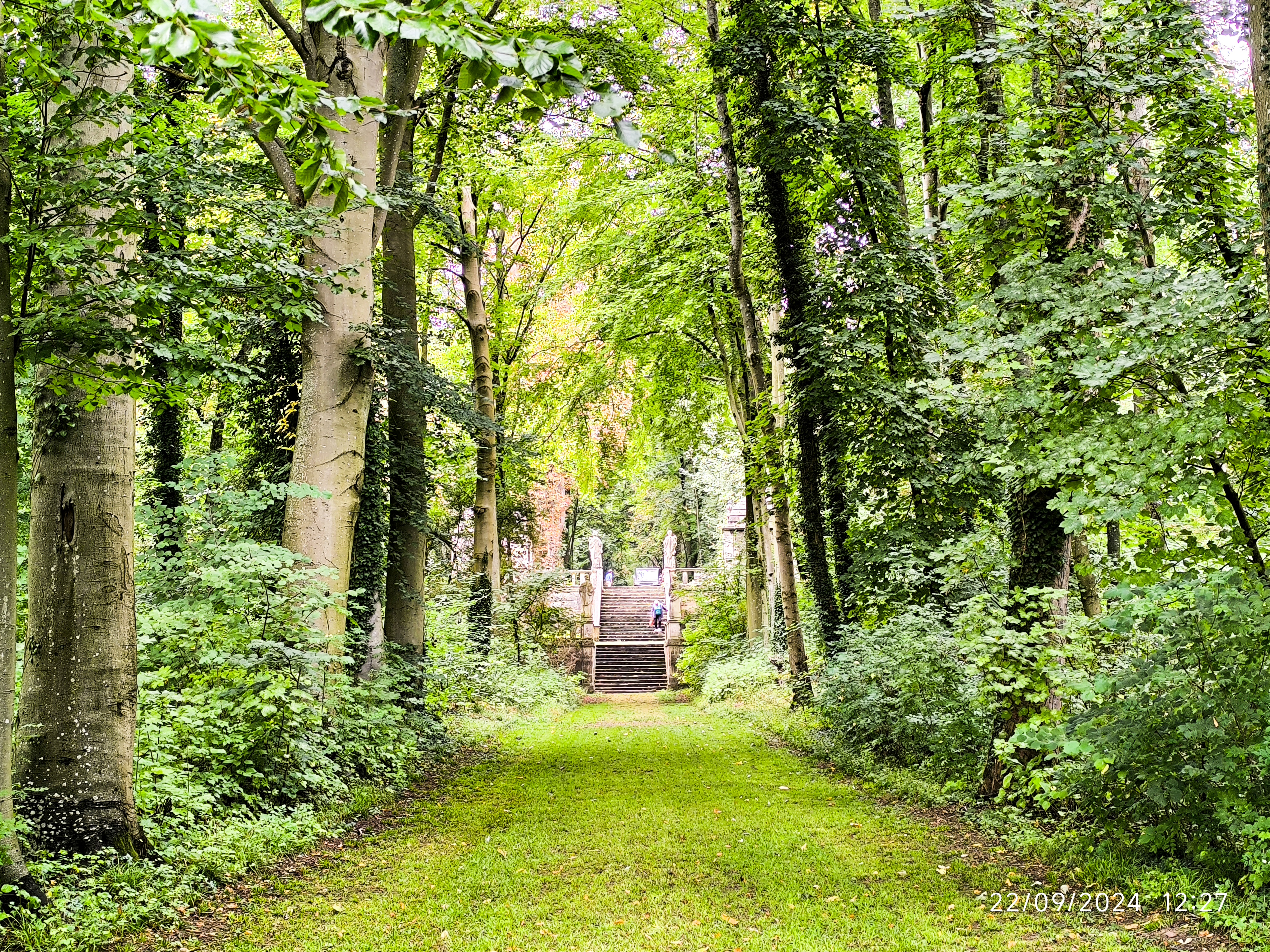
Le mail et l'escalier des gloriettes.
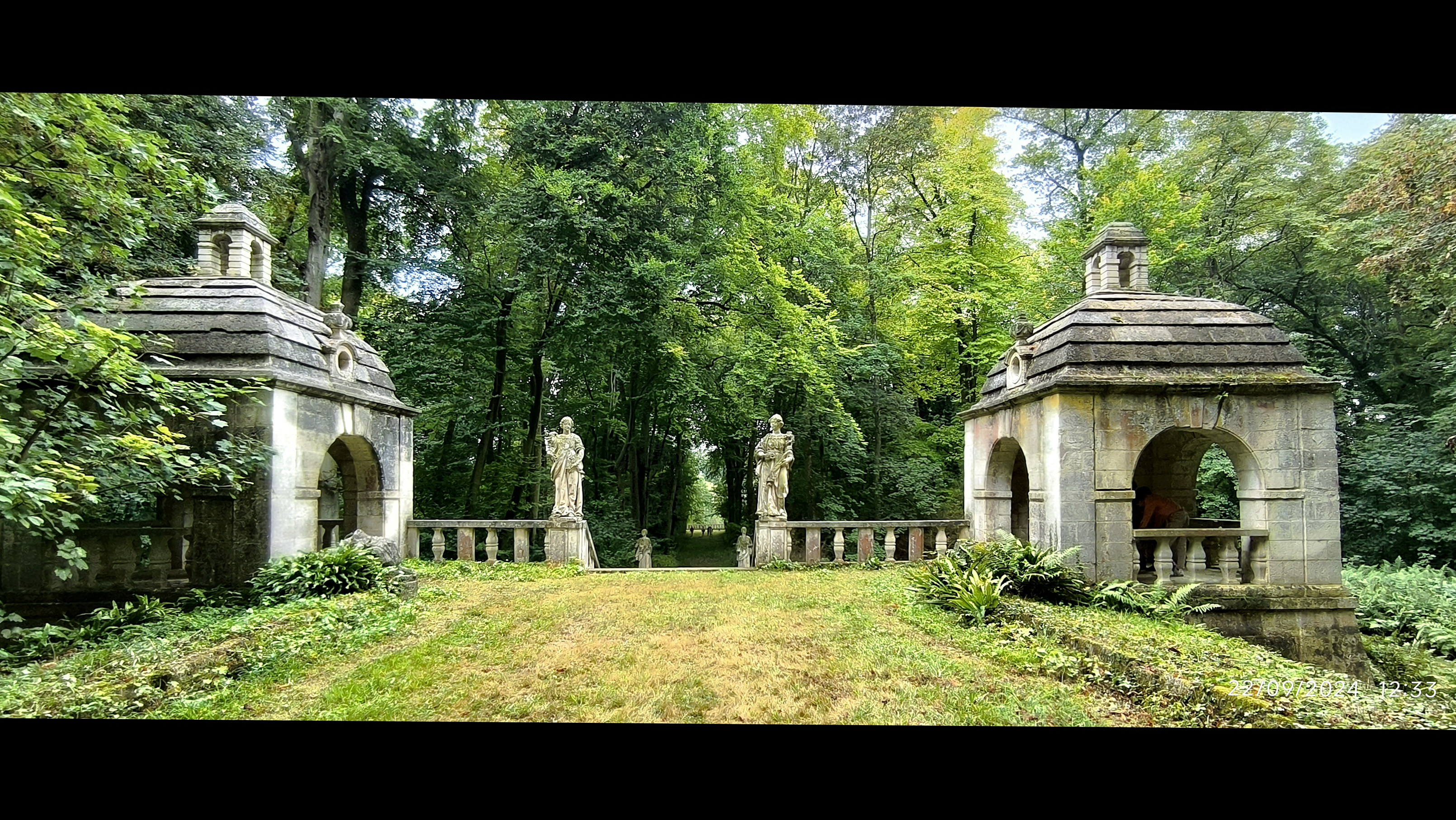
Les gloriettes.
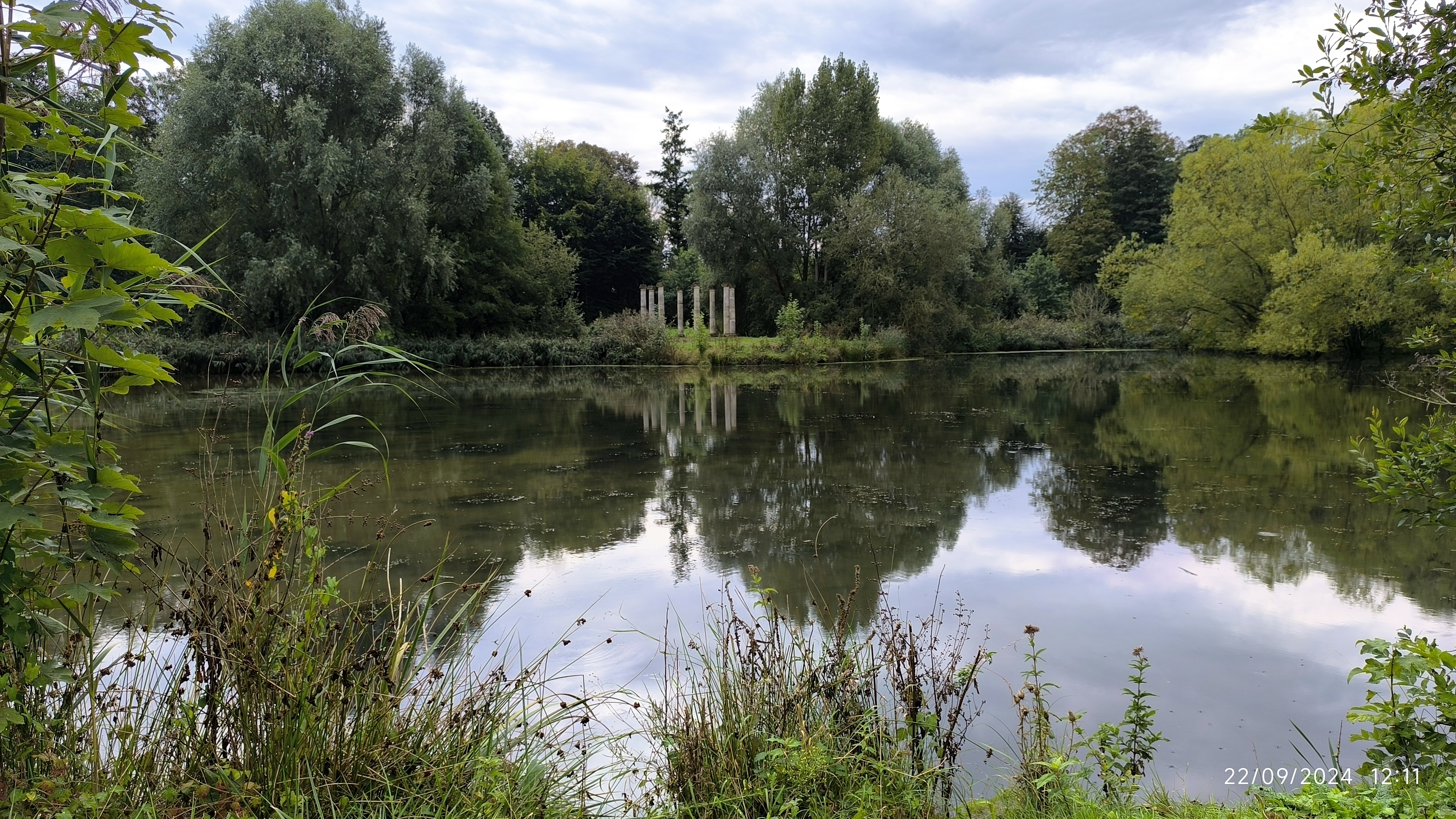
Le lac romantique et son temple.

- Temple gallo-romain de la forêt d'Halatte  Inscrit MH (1970)[32], route forestière d'Angervilliers, parcelle 250 de la forêt d'Halatte :

Ce temple votif de guérison fut érigé vers le milieu du Ier siècle apr. J.-C., et a été abandonné au début du Ve siècle, c'est-à-dire au début de l'ère de la christianisation. Le temple fut alors utilisé comme carrière de pierres, puis recouvert par la forêt. Il a été fouillé entre 1873 et 1874, puis entre 1996 et 1999. Les objets découverts au cours de ces fouilles (pièces de monnaie, ex-voto, fibules, bagues, objets de parure) sont exposés au Musée d'art et d'archéologie de Senlis. Tous ces objets, mais aussi des ossements d'animaux, attestent qu'il y a eu sur ce site des offrandes d'une population gallo-romaine fervente et assidue. Les vestiges visibles sur le site sont les fondations des murs jusqu'à une hauteur de 0,5  à   1 m environ, qui permettent d'apprécier l'étendue du temple. Les ruines du temple sont en accès libre.
- Église Saint-Martin  Inscrite MH (1970)[34] :

D'une facture très simple, elle date pour l'essentiel de la première moitié du XVIIe siècle, ne dispose pas de bas-côtés, ni de transept, ni de chœur proprement dit, et se termine par un chevet plat aveugle. La nef est voûtée d'ogives, sans clés de voûte ni chapiteaux ou colonnes, les nervures se fondant directement dans les murs. 
Les sept travées assez étroites qui forment la nef sont délimitées extérieurement par des contreforts accentués, qui confèrent leur caractère aux façades nord et sud de l'édifice. Les fenêtres sont en plein cintre. Le petit clocher en charpente est monté simplement sur le toit. Il est couvert d'ardoise, alors que le toit de la nef est couvert de tuiles plates. 
Les deux éléments architecturaux qui retiennent l'attention sont la chapelle seigneuriale de la famille La Fontaine du XVIe siècle, accolée aux cinquième et sixième travées de la façade nord, ainsi que le portail occidental. De style classique, il est en plein cintre et décoré par des bossages et un fronton surbaissé sculpté,.

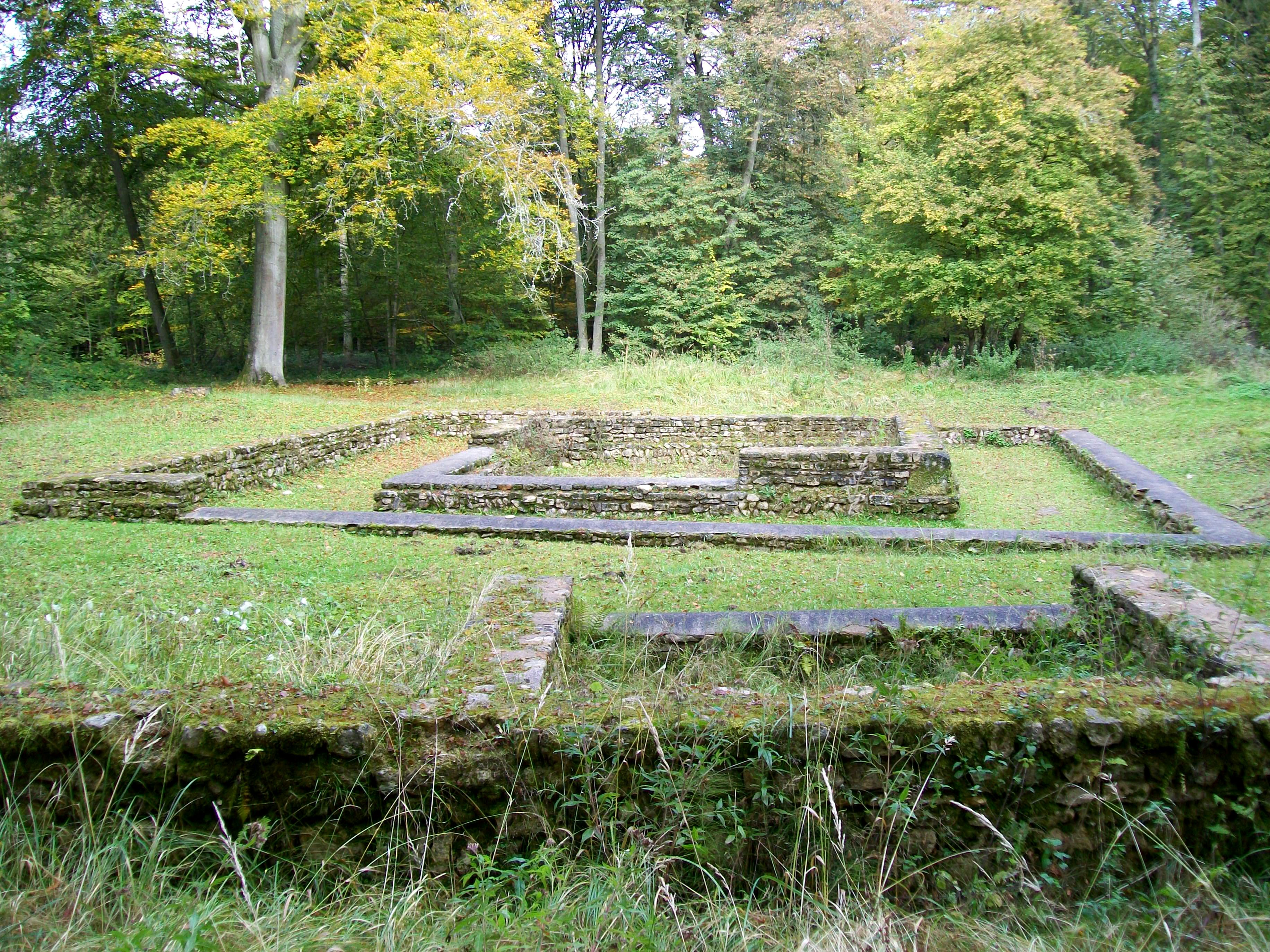
Vue d'ensemble des vestiges du temple gallo-romain.
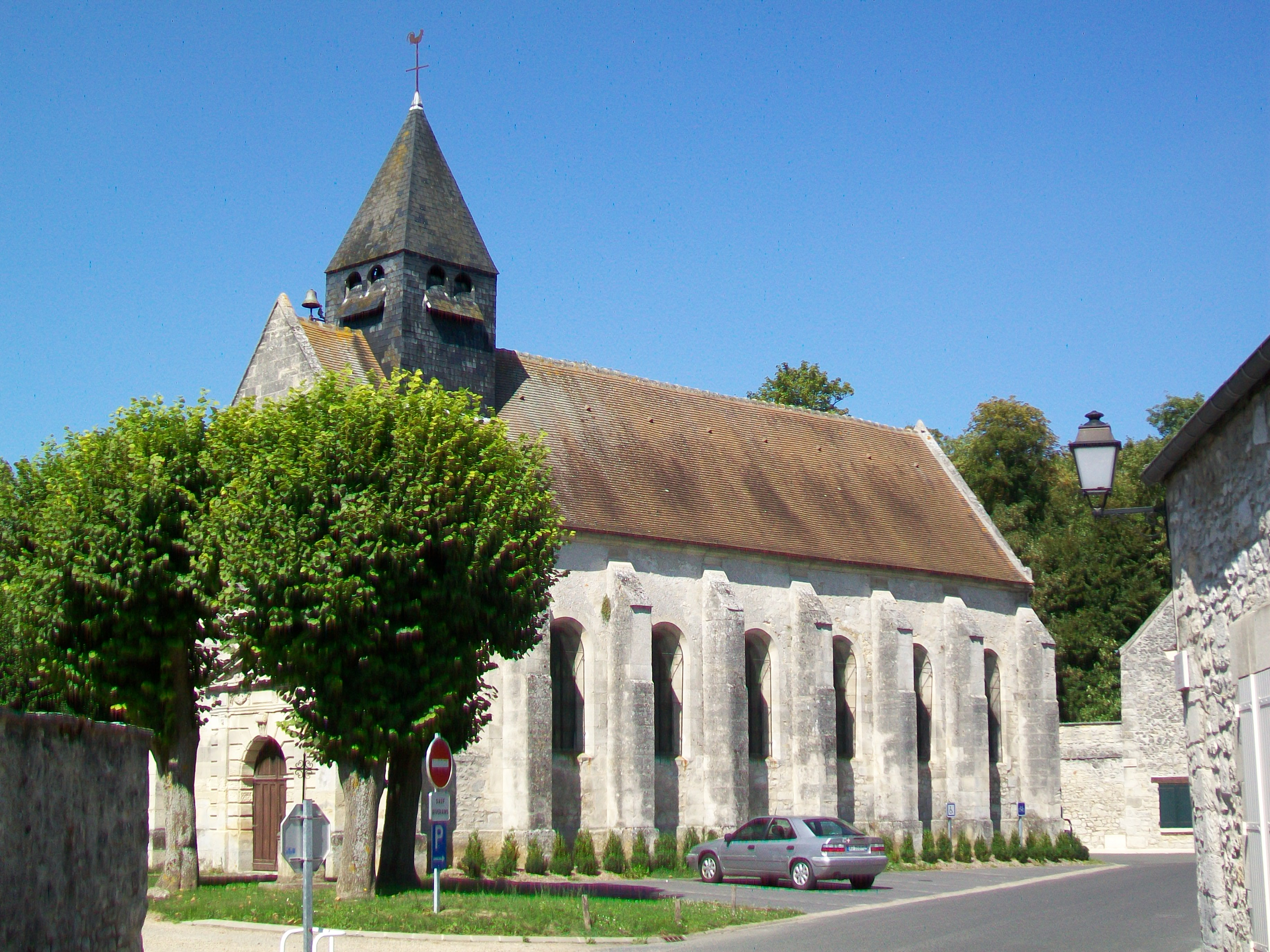
Vue d'ensemble de l'église Saint-Martin.

On peut également signaler :
- Communs du château, route de Brasseuse : Long bâtiment de caractère, clairement associé à l'ancien château de par son architecture, avec deux tours carrées aux deux extrémités, des contreforts et un portail représentatif orné de bossages et surplombé de mâchicoulis. Les ouvertures sont rares, sauf à gauche du portail, où la façade a été modifiée pour l'aménagement d'un logement. Par contre, les fenêtres des tours ont été murées en partie.

- Ancien puits public sur la place du village, entre l'auberge et la mairie : Petit bâtiment rectangulaire en pierre de taille sur la façade principale, avec un toit pyramidal en pierre. Le puits proprement dit est protégé par une porte en bois.

- Calvaire devant l'église : Simple croix en fer forgé planté dans un genre d'autel carré fait d'un gros bloc en pierre carré.

- Lavoir de la fontaine Rouge, chemin rural dit de la Fontaine, dans un bois privé au sud du village : Ancien lavoir couvert aujourd'hui ruiné, dont restent le bassin et des pans de mur. L'eau de la source alimentant le lavoir donne naissance à un petit ruisseau, qui se jette rapidement dans l'Aunette quelques dizaines de mètres plus loin.

- Cimetière communal, qui jouxte le cimetière familial de la famille Sellière (où reposent également des membres des familles alliées : de Wendel, De Lattre...) et contient un carré militaire important, qui rappelle que le château d'Ognon était, durant la Première Guerre mondiale,  l’hôpital complémentaire n°47. 
Une stèle érigée en 1926 mentionne « À la mémoire des sept cent un officiers, gradés et soldats français ; vingt deux officiers gradés et soldats américains ; un officier et trois soldats anglais ; 20 officiers gradés et soldats allemands ; morts des suites de leurs blessures à l’hôpital complémentaire d’armée n°47 au château d’Ognon. Des vingt et un infirmiers dont cinq prêtres tués à l’hôpital d’Ognon par les bombes d’avions dans la nuit du 16 au 17 juin 1918, inhumés à cette place de 1918 à 1920 »[37]

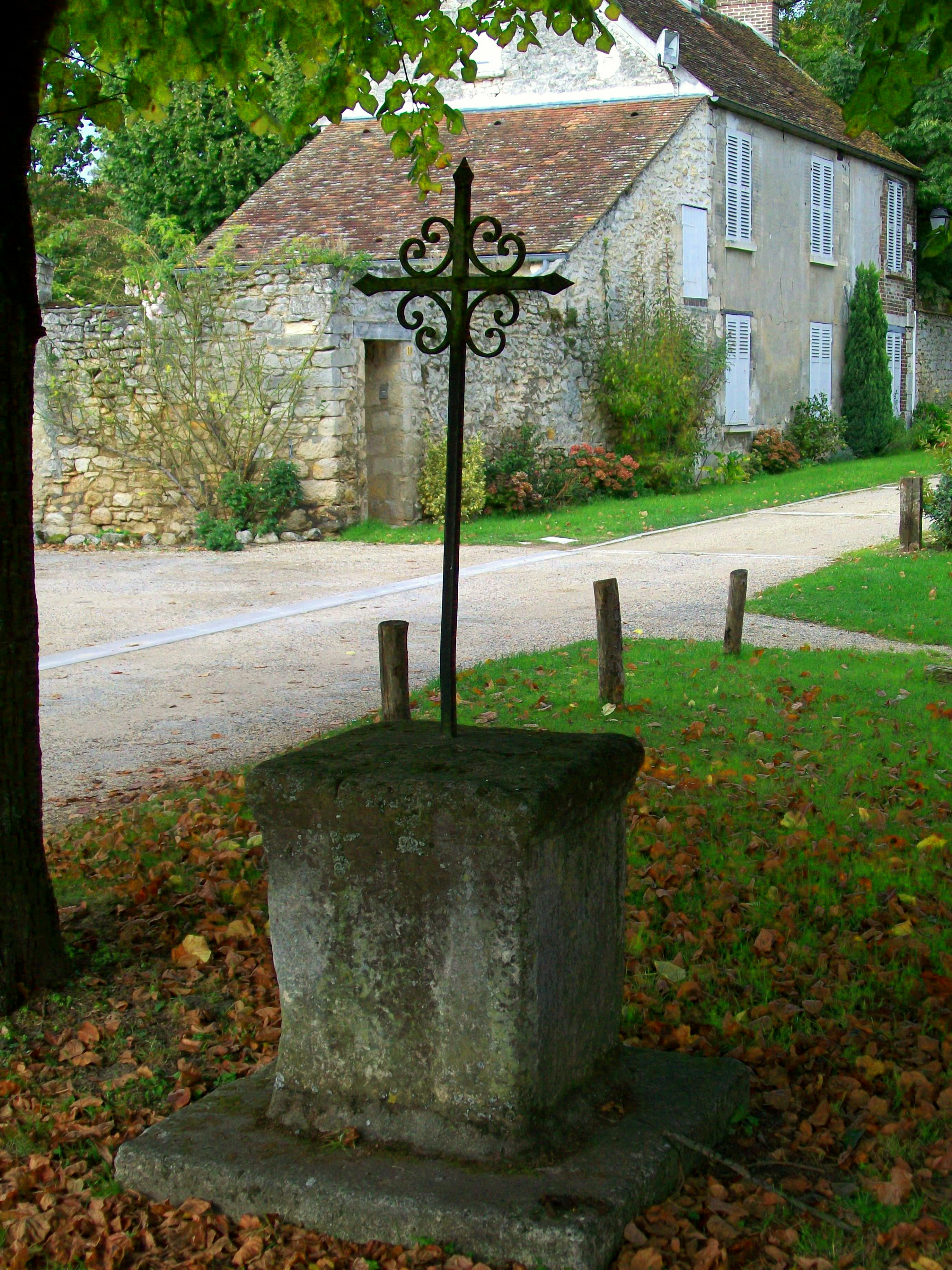
Calvaire en face de l'église.
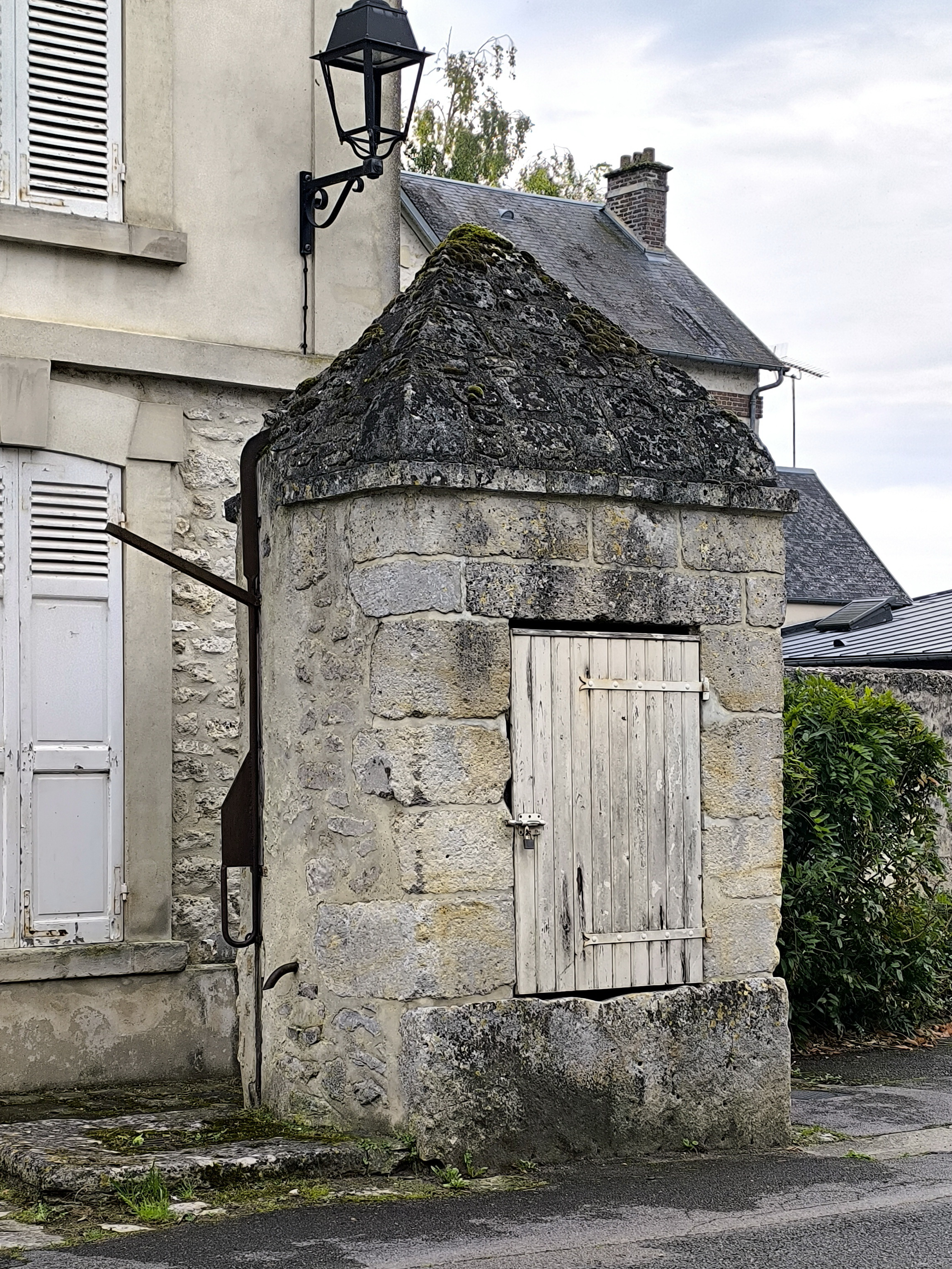
Vieux puits public.
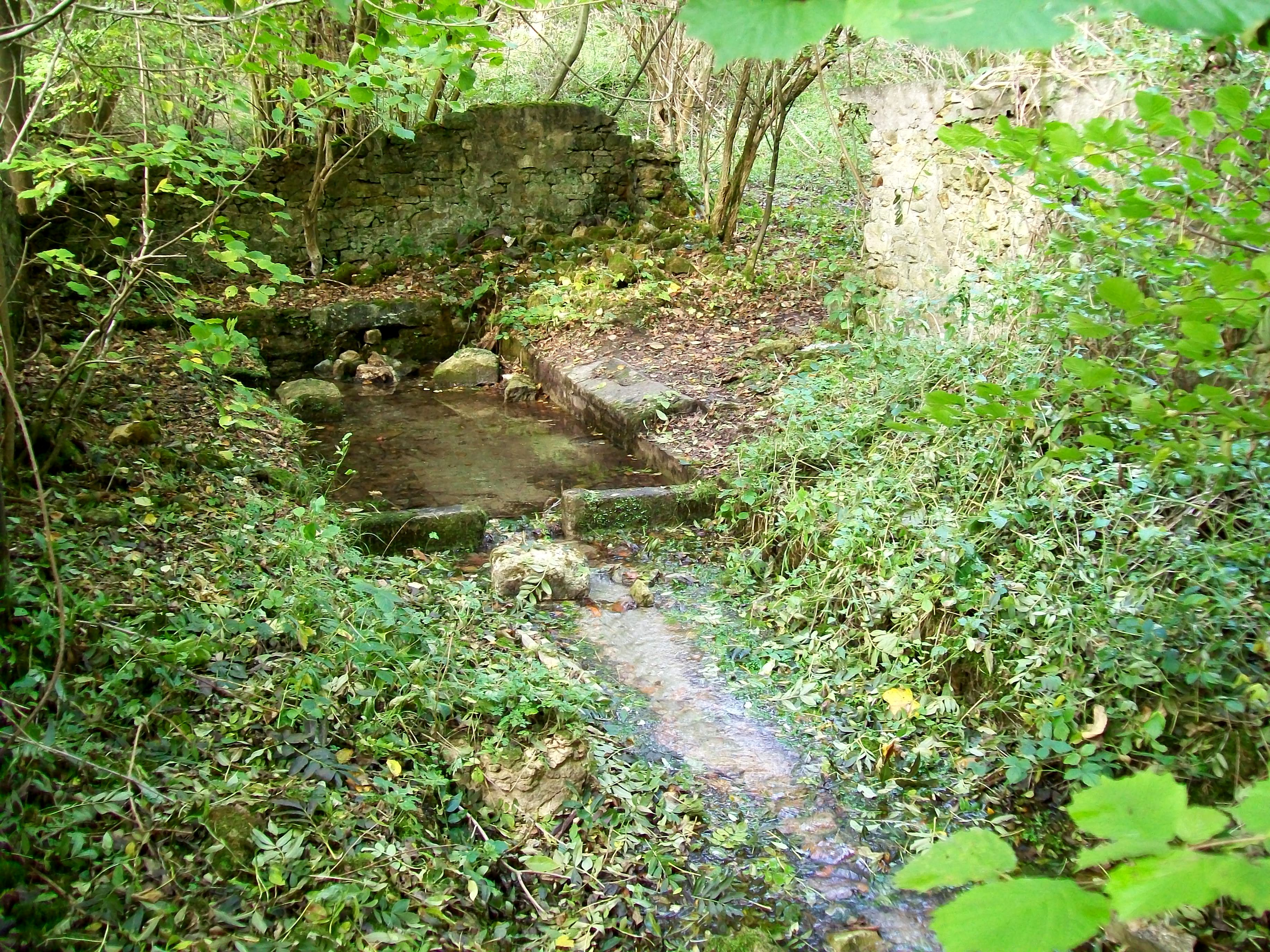
Lavoir de la Fontaine Rouge, à l'ouest du village.
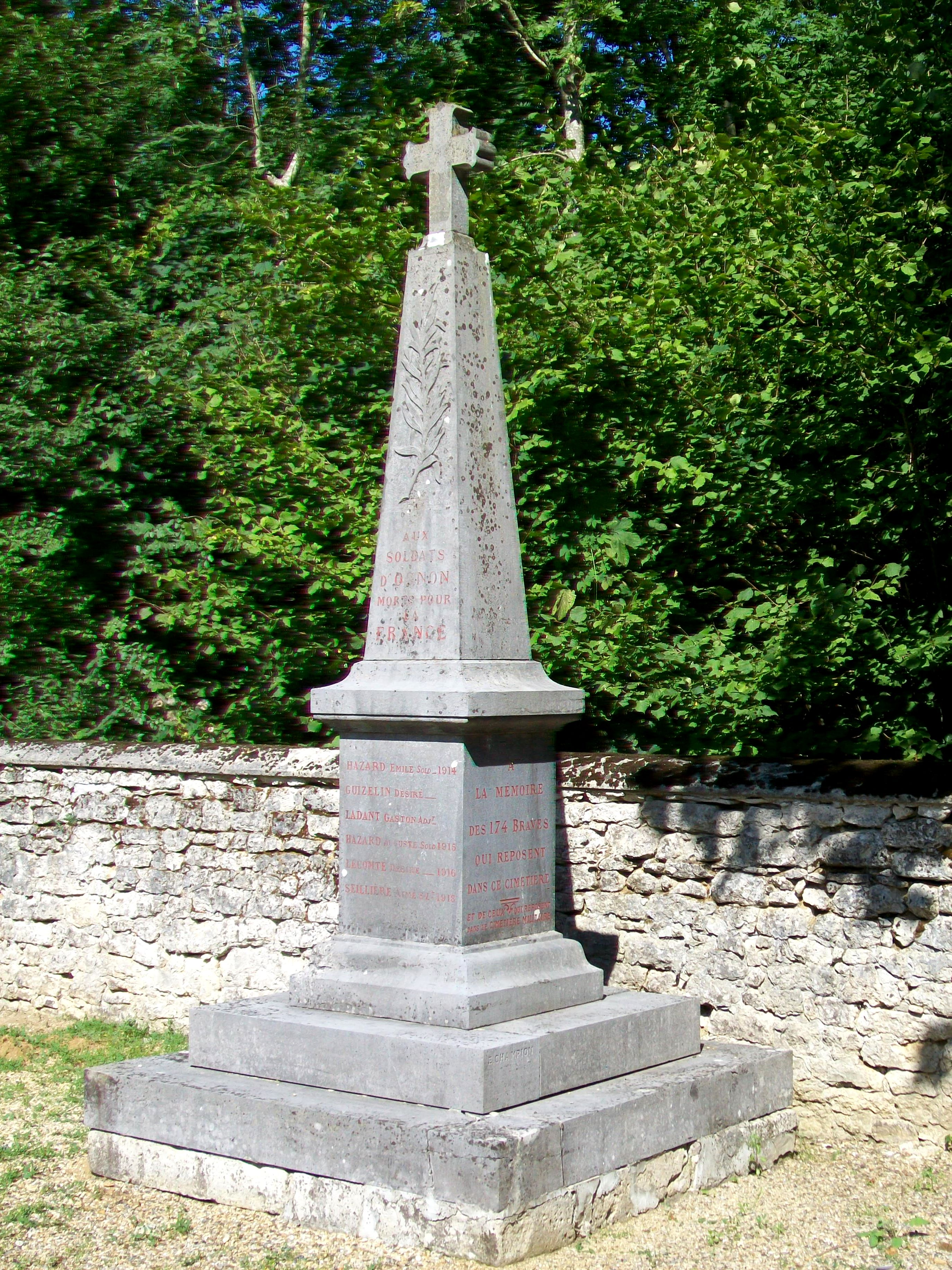
Le monument aux morts.
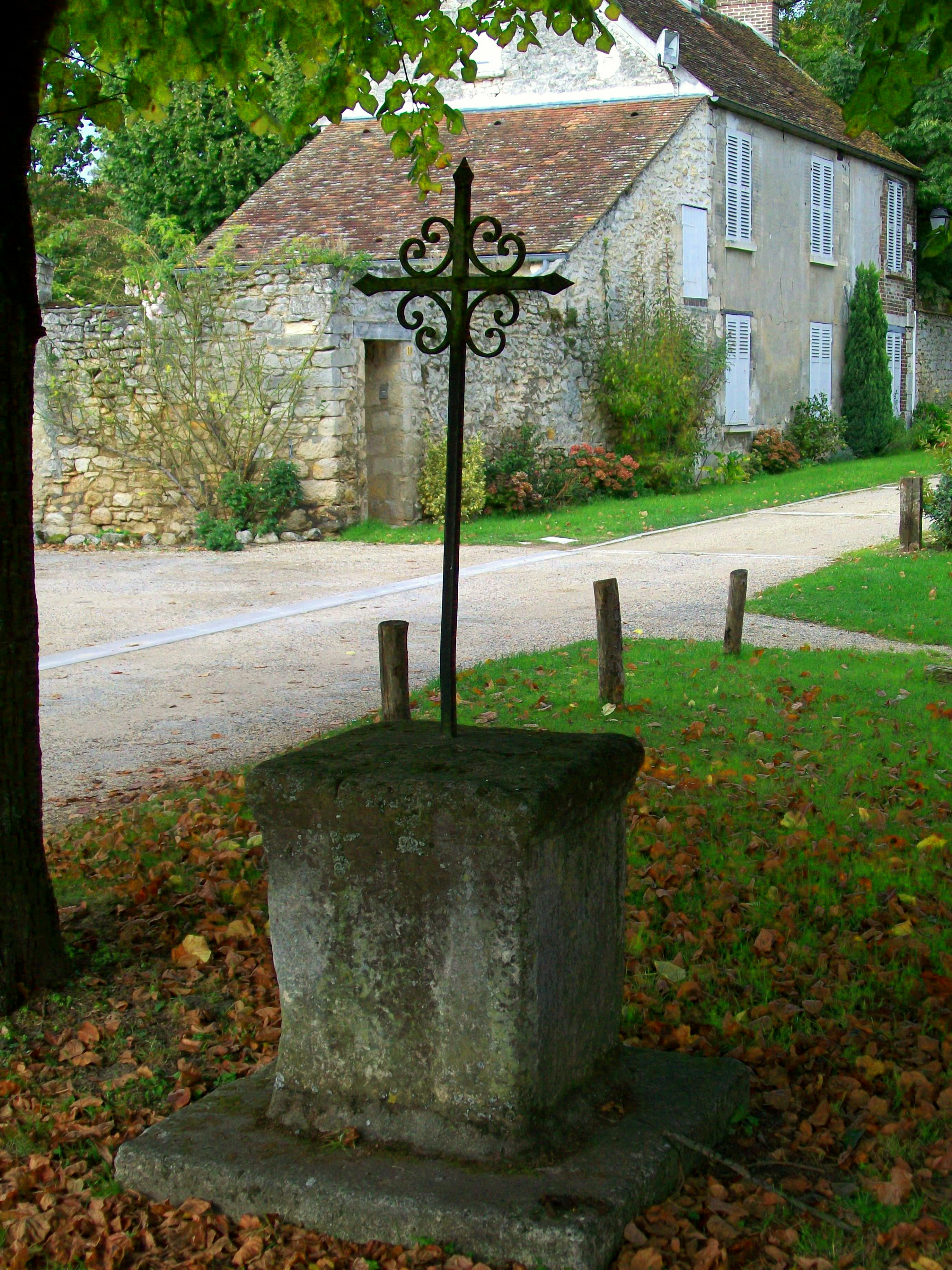
Calvaire.
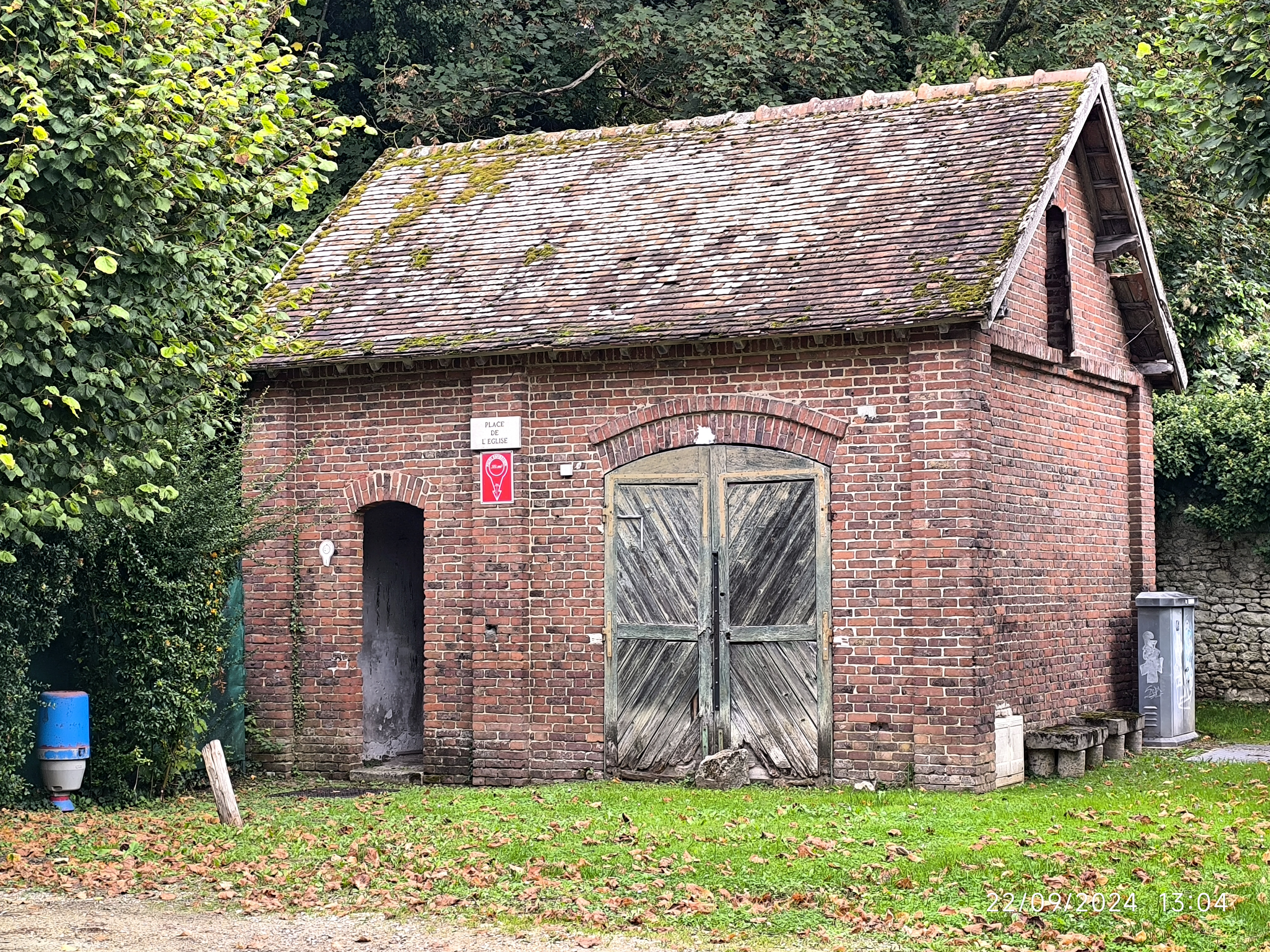
Remise à incendie.

### Personnalités liées à la commune
- Maximilien Titon (1632-1711),  seigneur d’Ognon et des baronnies de Berre, Istres, Lançon et d’Eville, financier et magistrat français, directeur général des manufactures et magasins royaux d'armes sous Louis XIV, secrétaire du Roi et de ses finances, conseiller au Parlement de Paris. Il achète la seigneurie d'Ognon en 1670, qui reste dans sa famille jusqu'à la Révolution française.

- Ernest-Antoine Seillière (1937-), ancien haut fonctionnaire français et héritier de la société d'investissement Wendel, ancien président de la principale organisation patronale française, le Conseil national du patronat français (CNPF), devenu sous sa présidence le Mouvement des entreprises de France (Medef), héritier du domaine d'Ognon entrée dans sa famille en 1881[38], a été conseiller municipal de la commune[39].

- Humbert Balsan (1954-2005), neveu maternel d'Ernest-Antoine Seillière, producteur de cinéma qui appelé sa firme Ognon Pictures, a été aussi conseiller municipal d'Ognon[39].